# Aleksandr Mélnikov
Aleksandr Márkovich Mélnikov (en ruso: Александр Маркович Мельников; Moscú, 1 de febrero de 1973) es un pianista ruso.

## Formación
Comienza sus estudios de música en la Escuela Central de Música de Moscú y los acaba en el Conservatorio Tchaïkovski de Moscú en la clase de Lev Naumov, donde obtiene el Premio en 1997. Conoce al pianista Sviatoslav Richter, que lo invita regularmente a las Noches de diciembre de Moscú y al festival de La Grange de Meslay y lo considera un talento de primera fila y tuvo una influencia de entidad sobre "su protegido". Por otra parte, algunos consideran la forma de tocar de Melnikov como el post-Richter por su claridad y altura de miras.
Terminó los estudios de postgraduado en Múnich con Elisso Wirssaladze y en la Fondazione per el Pianoforte (Lago di Como, Italia), donde recibió clases de Andreas Staier y Carl-Ulrich Schnabel. En su época de estudios obtuvo premios en varios de los concursos de piano más importantes (Schumann, Zwickau en 1989 y el Concurso Internacional Reina Isabel en Bruselas en 1991 entre otros).

## Carrera
Alexander Melnikov ha tocado ya con la Orquesta Nacional de Rusia, la Tokio Philharmonic (dirigida por Mikhaïl Pletnev), la Gewandhaus de Leipzig y la Orquesta de Filadelfia (dirigida por Charles Dutoit), las Orquestas Filarmónicas de Róterdam (dirigida por Valeri Gergiev) y de San Petersburgo, la Orquesta Real del Concertgebouw de Ámsterdam, la BBC Symphony Orchestra, la BBC Philharmonic, la Filarmónica de Praga (dirigida por Jiří Bělohlávek). También toca el pianoforte, colaborando regularmente con Concerto Köln y con Philippe Herrewege.
Si Alexandre Melnikov actúa regularmente en recital en las grandes salas y en los festivales internacionales, igualmente actúa en música de cámara con los violinistas Vadim Repin, Viktor Tretiakov e Isabelle Faust, con la cual forma un dúo que tiene en su activo varios discos; los violonchelistas Natalia Gutman, Jean-Guihen Queyras y Alexandre Roudine; el Cuarteto Borodín o con otros pianistas como Andreas Staier, Boris Berezovsky y Alexej Ljubimov.
En 2006 aparece su primer disco en Harmonia Mundi dedicado a Scriabin y en 2008 el de los études-tableaux de Rajmáninov. Firma en 2009 con Isabelle Faust una integral de las Sonatas para violín y piano de Beethoven y después, en 2010, la integral de los preludios y fugas de Shostakóvitch aclamada por la crítica; más recientemente, ha grabado con la Mahler Chamber Orchestra dirigida por Teodor Currentzis los dos conciertos para piano de Shostakóvich y su sonata para violín y piano con Isabelle Faust.
Más recientemente aparece, en enero de 2013, un disco volcado en Carl Maria von Weber, con las Seis sonatas progresivas para Pianoforte con violín obligado, compuestas y dedicadas a los aficionados op. 10 y el Cuarteto para violín, viola, violonchelo y pianoforte op. 8.

## Enseñanza
Desde 2002, Alexander Melnikov enseña en el Royal Northern College of Music de Manchester.

## Premios y distinciones

### Premios
Los preludios y fugas de Shostakóvich aparecidos en 2010 en Harmonia Mundi han logrado:
- el BBC Music Magazine Award 2011
- el Choc de Classica 2010
- el Premio anual de la crítica discográfica alemana

### Distinciones
En 2011, el BBC Music Magazine ha calificado la grabación de los preludios y fugas de Shostakovich como una de las 50 grabaciones más importantes de todos los tiempos.

## Discografía

### En Harmonia Mundi
Su discografía también está disponible en el website de Harmonia Mundi.
- Béla Bartók: Sonata para violín y piano n°1 Sz. 75; Ludwig van Beethoven: Concierto para violín en re mayor op. 61; Bohuslav Martinů: Concierto para violín n° 2 H. 293; Franz Schubert: Sonata en la mayor op. post. 162, D. 574.
- Ludwig van Beethoven: Concierto para violín, Sonata para violín y piano n.º 9 "HA Kreutzer". Con la violinista Isabelle Faust y la Filarmónica de Praga dirigida por Jiří Bělohlávek.
- Ludwig van Beethoven: Integral de las 10 sonatas para piano y violín. Con la violinista Isabelle Faust.
- Johannes Brahms: Sonates para piano n°1 y 2; Scherzo op. 4. Las obras están ejecutadas sobre un Bösendorfer de 1875.
- Johannes Brahms: Trío para corno, violín y piano op. 40, Sonate para violín y piano op. 78, Siete Fantasías op. 116. Con Isabelle Faust (violín) y Teunis van der Zwart (corno).
- Dmitri Shostakóvich: 24 Preludios y Fugues op. 87, incluye una entrevista de Alexandre Melnikov y Andreas Staier (DVD) de 20 minutos aproximadamente. Shostakovich The Preludes & Fugues.
- Dmitri Shostakóvich: Concertos para piano n°1 op. 35 y n.º 2 op. 102; Sonata para violín y piano op. 134. Con Isabelle Faust (violín), Jeroen Berwaerts (trompetista) y la Mahler Chamber Orchestra dirigida por Teodor Currentzis.
- Antonín Dvořák: Concierto para violín; trío op. 65. Con Isabelle Faust (violín), Jean-Guihen Queyras (violonchelo) y la Filarmónica de Praga dirigida por Jiří Bělohlávek.
- Antonín Dvořák: Concierto para violonchelo; trío "Dumky" op. 90. Con Isabelle Faust (violín), Jean-Guihen Queyras (violonchelo) y la Filarmónica de Praga dirigida por Jiří Bělohlávek.
- Serguéi Rajmáninov: Études-Tableaux op. 39, Variac. Corelli op. 42, Seis poemas op. 38. Con Elena Brilova (soprano) para los seis poemas.
- Franz Schubert: Sonate D. 574, Rondo op. 70, Fantasía D. 934. Con la violinista Isabelle Faust.
- Robert Schumann: Cuarteto con piano op. 47, Quinteto con piano op. 44. Con el Jerusalem Quartet.
- Aleksandr Skriabin: Preludio Op. 11 n°4; Sonata-Fantasía (n°2) Op. 19; Dos Poemas Op. 32; Fantasía Op. 28; Hoja de álbum Op. 45 n° 1; Deux Morceaux Op.57; Sonata n°3 Op. 23; Cinco Preludios Op. 74; Ironías Op. 56 n°2; Sonata n°9 Op. 68 "Misa Negra"; Mazurka Op. 24 n°3.
- Carl Maria von Weber: Seis sonatas progresivas para el Pianoforte con Violín obligado, compuestas y dedicadas a los aficionados op. 10; Cuarteto para violín, viola, violonchelo y pianoforte op. 8. Con Isabelle Faust al violín, Boris Faust a la viola y Wolfgang Emanuel Schmidt al violonchelo.

### Para otros sellos
- Recital: Sonatas de Wolfgang Amadeus Mozart en do menor K. 457, Franz Schubert op. 120 D. 664 y Frédéric Chopin n°3 op. 58. En Pavane Récords, ADW 7251, grabación de 1991.
- Música de cámara: obras para piano y violonchelo. Serguéi Prokófiev: Sonata para violonchelo y piano en do mayor, op. 119; Igor Stravinsky: Suite Italiana para violonchelo y piano (según Pulcinella, transcrita por Gregor Piatigorsky); Dmitri Shostakóvich: Sonata para violonchelo y piano en re menor, op. 40. Con el violonchelista Leonid Gorokhov. Supraphon, SABIDO 3243, grabación de 1996.

### Por venir
Alexandre Melnikov tiene el proyecto de grabar:
- Los Tríos para piano de Ludwig van Beethoven con la violinista Isabelle Faust y el violonchelista Jean-Guihen Queyras;
- Las Sonatas de Serguéi Prokófiev.